# Диск Сабу
Диск Сабу́ — находка, сделанная в 1936 году в Саккаре египтологом Уолтером Брайаном Эмери (англ. Walter Bryan Emery) во время раскопок мастабы чиновника I египетской династии по имени Сабу́. Захоронение датируется 3100—3000 годом до нашей эры.
Сабу́ жил при дворе фараона Аджиба. Его высокий статус, влиятельность в государственных делах и богатство захоронения позволяют предполагать, что Сабу был сыном фараона.
После склеивания фрагментов каменного артефакта, которые были найдены в погребении вместе с глиняными сосудами, он оказался круглой тонкостенной тарелкой или вазой с невысокими бортиками, с тремя тонкими загнутыми к центру наплывами (лепестками) и пустотелой цилиндрической втулкой посередине. В местах загиба лепестков края к центру окружность диска продолжается тонким ободом круглого сечения около сантиметра в диаметре.
Материал диска — мета-алеврит (метасилт в западной терминологии), то есть сцементированный мелкий песок с примесью глины, подвергшийся воздействию высокого давления или температуры. Высота 10,6 см, максимальный диаметр 61 см. Форма окружности не идеальна, при осмотре со стороны края диска невооружённым глазом видна асимметрия.
Светлые сколы на краю осевой втулки указывают на окраску диска копчением (чернение гончарных изделий при обжиге) или глазурью, также это могут быть следы консервации музейного экспоната.
Эта тарелка вызывает ряд вопросов как о непонятном назначении подобного предмета, так и о способе, которым она была изготовлена. И хотя технику изготовления предмета учёные всё же могут предложить, вопрос его назначения остаётся открытым.

## Возможные объяснения формы и назначения диска
Египтология пока не смогла дать однозначного объяснения предназначению и необычной форме диска Сабу. Тем не менее этот предмет во многом близок немногочисленному ряду тонкостенных каменных сосудов причудливых форм. Среди них есть сложная, возможно, ритуальная ёмкость, в которой перегородки и стенки образуют символы анх и ка. Другая тарелка состоит как бы из вложенных окружностей, образованных концентрическими вертикальными перегородками. Несколько больше существует ваз с по-разному загнутыми внутрь стенками. Последние изготовлялись из нескольких видов камня.
Некоторые попытки найти конкретное применение для диска Сабу неубедительны и не имеют никаких доказательств. К ним относятся функция светильника или части светильника. Также диск Сабу вряд ли может быть моделью колеса — оно достоверно появилось в Египте лишь в 1500 году до н. э. при 18-й Династии, во время вторжения гиксосов. Исключена возможность его применения в качестве навершия центрального столба шатра: нет сведений о чём-то подобном в Древнем Египте, излишне сложная форма и неподходяще хрупкий материал. Попытки найти аналогии в современных мешалках и вентиляторах ещё менее убедительны.